# Horquilla telescópica

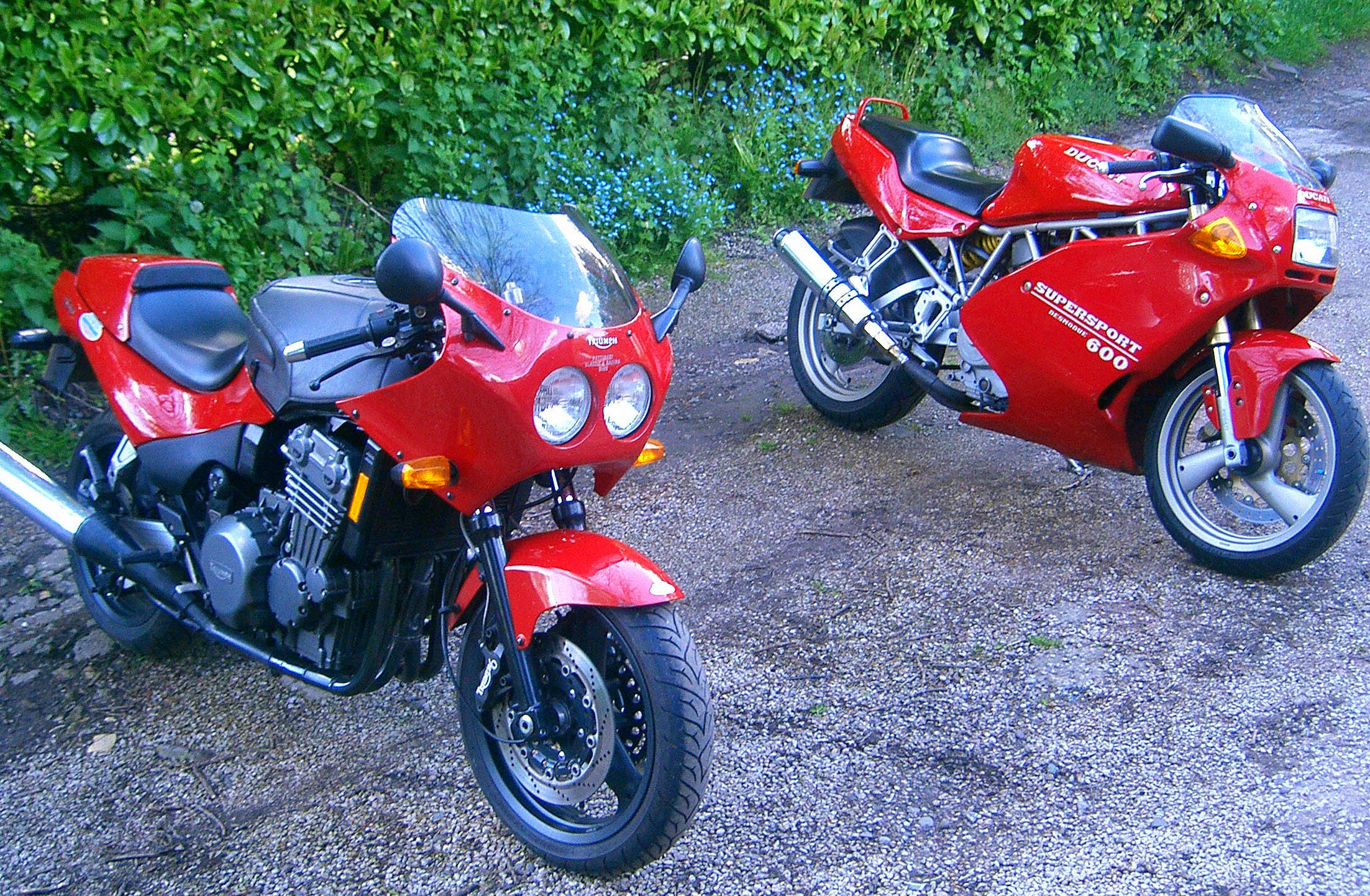
Horquilla telescópica convencional (izquierda) e invertida (USD)

Una horquilla telescópica es una forma de suspensión delantera de una motocicleta, cuyo uso es tan común que se ha hecho prácticamente universal. Es un tipo de horquilla con piezas que deslizan entre sí y que contienen un sistema de muelle y amortiguador.
Las principales ventajas de la horquilla telescópica son:
- Es un diseño simple y relativamente barato de fabricar y de montar
- Es más ligera que los diseños más antiguos, que utilizaban componentes externos y sistemas de enlace
- Tiene una apariencia limpia y sencilla, que los motociclistas encuentran atractiva.

Las horquillas telescópicas a veces disponen de fuelles para proteger los tubos de la abrasión y la corrosión. Una versión más moderna (y más cara) de la horquilla telescópica convencional es la horquilla invertida o "USD" (de la expresión inglesa "upside down").
La suspensión delantera Telelever patentada por BMW parece a primera vista ser una horquilla telescópica convencional, pero los tubos de la horquilla no contienen resortes ni amortiguadores. En cambio, un sistema de suspensión interior sirve para mantener la rueda delantera en la posición correcta y controlar la dirección.

## Historia

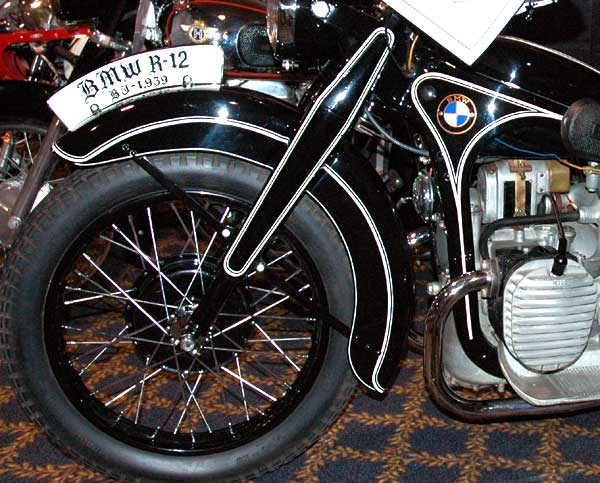
Horquilla telescópica con amortiguación de aceite en una BMW R12 de 1939

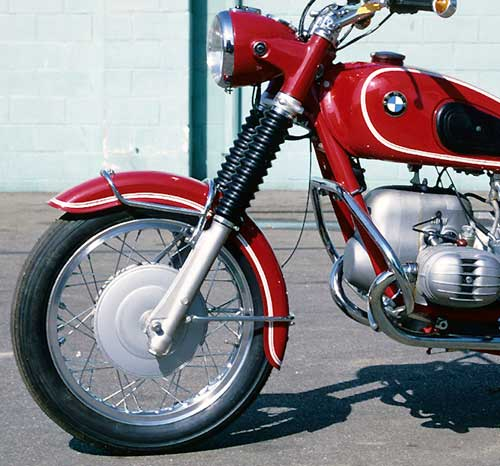
BMW R60US de 1968 con horquilla telescópica convencional

Las primeras motocicletas de producción en serie con horquillas telescópicas amortiguadas hidráulicamente fueron las alemanas BMW R12 y R17 en 1935. Sin embargo, las horquillas telescópicas no amortiguadas se usaron en las motocicletas fabricadas por The Scott Motorcycle Company desde el comienzo de su producción en 1908, y por las motos danesas Nimbus, que las usaron a partir de 1934.

## Diseño

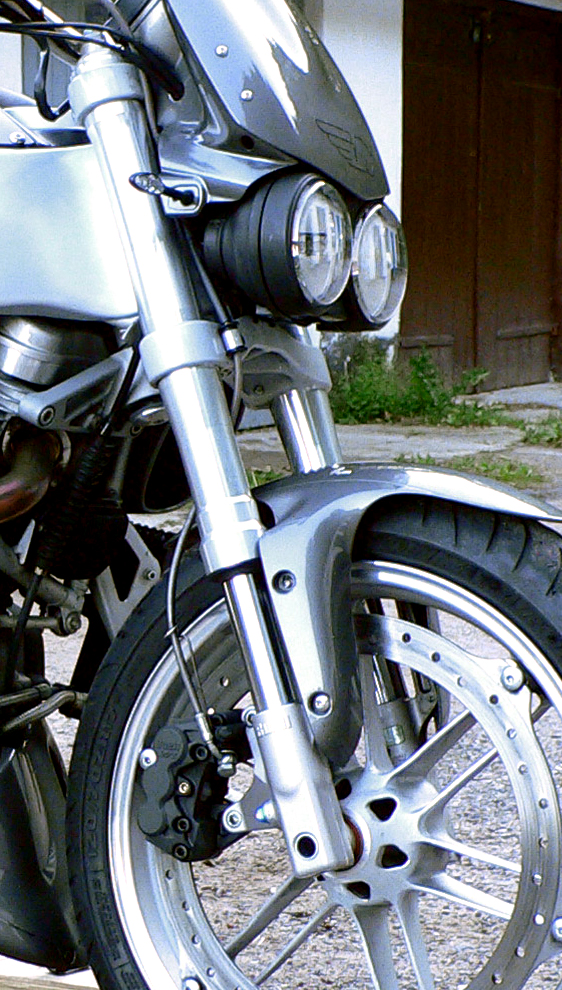
Horquilla telescópica de diseño invertido, con puntales en la parte inferior

Las horquillas telescópicas convencionales tienen invariablemente un par de tubos de horquilla, o "puntales", en la parte superior, sujetos a una soporte (también denominado abrazadera triple o yugo), y los elementos deslizantes se hallan en la parte inferior, unidos al eje de la rueda delantera.
Dentro de la mayoría de los tubos hay resortes, aceite y aire, creando un sistema de suspensión amortiguada. Algunas horquillas permiten que se agregue aire presurizado a través de una válvula en la parte superior de la horquilla para endurecer la suspensión. Las horquillas de calidad tienen un tubo de aire flexible entre ambos tubos de la horquilla para equilibrar la presión de aire en ambas horquillas. Los tubos de horquilla modernos tienen un método que emplea un tornillo para comprimir el resorte de la horquilla, con el fin de aumentar o disminuir la precarga del resorte.

### Amortiguación
Las horquillas encapsuladas proporcionan una amortiguación "regresiva". Unos cartuchos sellados situados dentro de las horquillas contienen en su interior orificios cubiertos por resortes que regulan el flujo de aceite en la horquilla. Los resortes resisten fuerzas bajas y, por lo tanto, proporcionan altas tasas de amortiguación. Las fuerzas más altas comprimen los resortes, lo que permite un mayor flujo de aceite y menos amortiguación. Por lo tanto, la horquilla es más rígida cuando responde a pequeños golpes, pero se ablandará a medida que son más fuertes.
La mayoría de las horquillas modernas también están suspendidas sobre resortes y controlan el movimiento de la horquilla mediante la amortiguación a través de válvulas ajustables para controlar el movimiento al regular el flujo de aceite en la horquilla. Cuanto mayor sea el orificio, más libre será el flujo y menos amortiguada quedará la horquilla. Un selector en la parte superior de la horquilla permite ajustar el tamaño de orificio o válvula deseado y la tasa de amortiguación correspondiente a compresión, mientras que generalmente el tubo inferior tiene un mecanismo para controlar la amortiguación de rebote (extensión).
Actualmente se fabrican sistemas de amortiguación de acción simple, de modo que la compresión se produce en un tubo de la horquilla, mientras que su tubo asociado controla la amortiguación de rebote. Esto se debe a que el aceite que controla la amortiguación en cada tubo, entonces, solo tiene que controlar una dirección de amortiguación y, por lo tanto, está menos aireado al trabajar en ambas direcciones, y desarrolla menos calor mientras trabaja, lo que provocaría una variación en el recubrimiento de aceite, lo que afectaría negativamente a la tasa de amortiguación.

### Horquillas telescópicas invertidas
En algunas motocicletas deportivas modernas y en la mayoría de las motos todoterreno, este sistema está invertido, de forma que los  "deslizadores" completos con la unidad de resorte/amortiguador quedan en la parte superior, sujeta al yugo, mientras que los montantes están en la parte inferior. Esto se hace para reducir el peso no suspendido al tener los componentes más pesados suspendidos, y para mejorar la resistencia y rigidez del conjunto al tener los "deslizadores" de gran diámetro sujetos al yugo. El sistema invertido se conoce como "horquilla invertida", o "USD" para abreviar. Una desventaja de este diseño es que todo el depósito de aceite de amortiguación está por encima del sello deslizante, por lo que, en caso de fuga, el aceite se drena a la parte inferior, lo que hace que la amortiguación desaparezca.

### Árbol triple

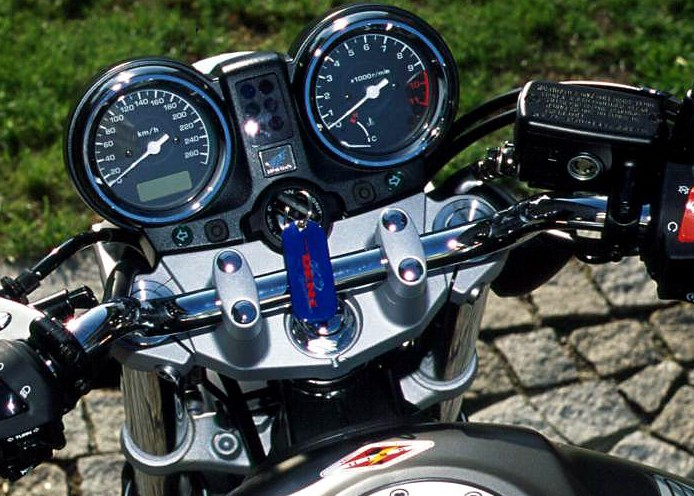
La triple abrazadera une la parte superior de los tubos de la horquilla y el manillar al cuadro de una Honda 919

Un árbol triple ("abrazadera triple" o "yugo") une las horquillas al cuadro, y los cojinetes de dirección permiten que el conjunto de la horquilla pivote de lado a lado y, por lo tanto, conducir la motocicleta. La mayoría de las motocicletas tienen árboles triples superior e inferior, que proporcionan dos puntos de sujeción sólidos que mantienen los tubos de la horquilla paralelos, al mismo tiempo que conectan las horquillas al cuadro a través de los cojinetes del cabezal de dirección.
Con la tendencia a emplear tubos de horquilla con amortiguación de acción simple, los árboles triples de las horquillas deben reforzarse más que cuando las horquillas además compartían el cometido de amortiguar la rueda delantera, porque se confía en la rigidez de los árboles triples para distribuir las fuerzas dentro de las horquillas sin flexión.
La horquilla Telever de BMW tiene solo un árbol triple, lo que permite que los controles deslizantes de la horquilla sean más largos que los de las horquillas telescópicas convencionales. Esto, a su vez, permite una mayor superposición de los controles deslizantes sobre los tubos del montante, lo que mejora la rigidez y ayuda a reducir la flexión.